# حسن یکم مراکش
حسن یکم مراکش (عربی: الحسن الأول؛ ۱۸۳۶ – ۹ ژوئن ۱۸۹۴) سلطان علویان مراکش از سال ۱۸۷۳ تا ۱۸۹۴ بود.